# 軍平ナイト
軍平ナイト（ぐんぺいナイト、仏: Gunpei Nights ）とは、任天堂「ゲームボーイ」の生みの親である横井軍平の功績や思想、その生涯や日本のゲームのクリエイティビティについて語り合う講演イベントのこと。

## 概要
特に横井を世に知らしめた『横井軍平ゲーム館』の関係者と、横井に影響を受けたアーティストらをパネリストに、USTREAMやニコニコ動画で配信しながら勉強会を行うスタイルで行われる。
軍平ナイト2009
2009年12月9日に東京中目黒サロンにて実施。
MC:佐々木博　VJ TAKUMA　パネリスト：牧野武文（『横井軍平ゲーム館』著者）、榎本統太（『横井軍平ゲーム館』編集者）、遠藤諭（『横井軍平ゲーム館』編集人）
京都軍平ナイト
2010年6月12日に『ゲームの父・横井軍平伝 任天堂のDNAを創造した男』（角川書店）発売を記念して、京都リサーチパーク町屋スタジオにて実施。
MC:VJ TAKUMA パネリスト：川田十夢（AR三兄弟 長男）、草彅洋平 （『横井軍平ゲーム館RETURNS』関係者）、佐々木博
軍平ナイト2010
2010年7月30日に『横井軍平ゲーム館』復刻本である『横井軍平ゲーム館RETURNS-ゲームボーイを生んだ発想力』（フィルムアート社）発売を記念して、東京高円寺コモンズにて実施。
MC:VJ TAKUMA　パネリスト：牧野武文（『横井軍平ゲーム館』著者）、榎本統太（『横井軍平ゲーム館』編集者）、遠藤諭（『横井軍平ゲーム館』編集人）、山崎功（『横井軍平ゲーム館RETURNS』写真素材提供）、フロラン・ゴルジュ（フランス版軍平本著者、スカイプ参加）
軍平ナイト2012
2012年9月21日に『決定版・ゲームの神様 横井軍平のことば ものづくりのイノベーション「枯れた技術の水平思考」とは何か?』（P-Vine Books）発売を記念して、内田洋行ユビキタス協創広場CANVAS にて実施。
MC:VJ TAKUMA　パネリスト：牧野武文（『横井軍平ゲーム館』著者）、榎本統太（『横井軍平ゲーム館』編集者）、遠藤諭（『横井軍平ゲーム館』編集人）、山崎功（『横井軍平ゲーム館RETURNS』写真素材提供）、フロラン・ゴルジュ（フランス版軍平本著者）、川田十夢（AR三兄弟 長男 / 新軍平本寄稿）